# Evangelische Kirche (Rothausen)

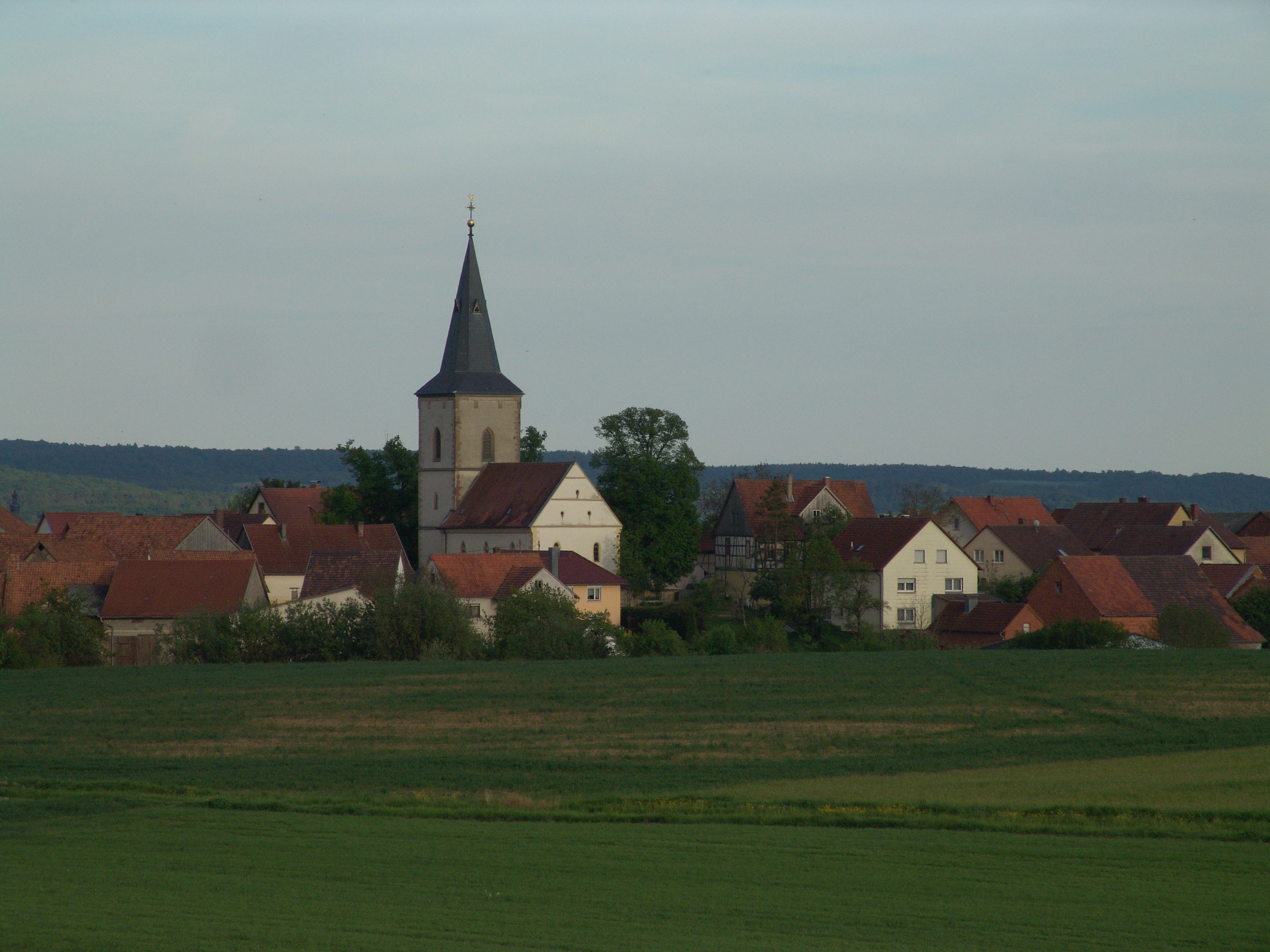
Evangelische Kirche (Rothausen)

Die Evangelische Kirche steht in Rothausen, einem Gemeindeteil von Höchheim im unterfränkischen Landkreis Rhön-Grabfeld in Bayern. Das Langhaus des denkmalgeschützten Bauwerks stammt aus der Mitte des 17. Jahrhunderts. Die Kirchengemeinde gehört zur Pfarrei Irmelshausen im Dekanat Bad Neustadt an der Saale im Kirchenkreis Ansbach-Würzburg der Evangelisch-Lutherischen Kirche in Bayern.

## Beschreibung
Der Chorturm und die Sakristei sind im Kern spätmittelalterlich. Die Saalkirche wurde 1608 erneuert. Im Dreißigjährigen Krieg brannte sie bis auf die Grundmauern und die unteren Geschosse des Chorturms nieder. Der Wiederaufbau erfolgte 1658. An den Chorturm wurde das mit einem Satteldach bedeckte Langhaus mit drei Fensterachsen angebaut. Der Chorturm wurde auf drei Geschosse aufgestockt und mit einem achtseitigen, schiefergedeckten Knickhelm bedeckt. Das mit einer U-förmigen Empore ausgestattete Langhaus ist mit einer stuckierten Flachdecke überspannt. Zur Kirchenausstattung gehört der barocke Altar mit einer Kreuzigungsgruppe, die von zwei gewundenen Säulen und seitlichem Knorpelwerk flankiert wird. 
Die Kanzel stammt aus der Zeit um 1800. Die ursprüngliche Bekrönung des Schalldeckels mit der Auferstehung Jesu Christi befindet sich nun im Chor.
Die 1722 von Hans Matthäus Obermüller gebaute Orgel mit den originalen Prospekt in den Formen des Rokoko in den auf der Empore hat 13 Register, 2 Manuale und ein Pedal.